# Waitress (musical)
Waitress is een musical met muziek en teksten door Sara Bareilles en het boek door Jessie Nelson. De musical is gebaseerd op de film uit 2007 met dezelfde naam, geschreven door Adrienne Shelly. Het vertelt het verhaal van Jenna Hunterson, een serveerster in een gewelddadige relatie met haar man Earl. Wanneer Jenna onverwacht zwanger raakt, begint ze een affaire met haar dokter, Dr. Jim Pomatter. Op weg naar een uitweg, ziet ze een taartwedstrijd met een grote prijs als haar kans.
Stage rights op de film zijn gekocht in 2007, en de creative team was samengekomen in 2013. De originele productie van Waitress ging in première in augustus 2015 in het American Repertory Theater in Cambridge (Massachusetts), met Diane Paulus als regisseur en Jessie Mueller in hoofdrol als Jenna. Het maakte haar debuut op Broadway in april 2016 in het Brooks Atkinson Theater. Een Amerikaanse nationale tour begon in oktober 2017. De musical opende in Londense West End in 2019 in het Adelphi Theatre. De Nederlandse versie van de musical stond gepland om te openen in september 2020 met Willemijn Verkaik in hoofdrol als Jenna, in verband met de COVID-19 maatregelen binnen Nederland is het uitgesteld.

## Achtergrond
De musical is gebaseerd op de indiefilm Waitress uit 2007. De film was geproduceerd op een budget van maar $1,5 miljoen, met een winst van over $23 miljoen in wereldwijde box office. De rol van Jenna werd vertolkt door Keri Russel. De film was geschreven en geregisseerd door Adrienne Shelly. De film volgt Jenna, en serveerster en taartenbakker in het Amerikaanse zuiden, die onverwacht zwanger raakt en zich opgesloten voelt in een ongelukkig huwelijk. Op weg naar een uitweg, ziet ze een taartenwedstrijd met een grote prijs als haar kans.
Na de Tony Awards uit 2013 kondigden producenten Barry Wessler en Fran Weissler aan dat er een musical versie van de film in de maak was, met Paula Vogel die het boek schrijft, Sara Bareilles de muziek en de tekst, en geregisseerd door Diane Paulus. De Weisslers kochten de rechten van de film kort na de release in 2007. Paula Vogel stapte uit het project in januari 2014. Op 11 december 2014 werd de musical officieel bevestigd, en er werd aangekondigd dat de show zijn première zou maken in het American Repertory Theater in Cambridge (Massachusetts)), als onderdeel van het seizoen 2015-2016, met als nieuwe boekschrijfster Jessie Nelson. Er was een workshop gehouden in dezelfde maand in New York, met deelnemers Jessie Mueller, Keala Settle, Christopher Gitzgerald, Bryce Pinkham, Andy Karl en meer. Nelson gebruikte, met goedkeuring van de man van de overleden Adrienne Shelly, onafgemaakte scripts.

## Producties
| Productie                     | Theater/Location                                                               | Première         | Dernière          |
| ----------------------------- | ------------------------------------------------------------------------------ | ---------------- | ----------------- |
| Cambridge                     | American Repertory Theatre                                                     | 19 augustus 2015 | 27 september 2015 |
| Broadway                      | Brooks Atkinson Theatre                                                        | 24 april 2016    | 5 januari 2020    |
| 1e Amerikaanse nationale tour | Playhouse Square, Cleveland (première); Ed Mirvish Theatre, Toronto (dernière) | 20 oktober 2017  | 18 augustus 2019  |
| Manila                        | Carols P. Romulo Auditorium, Makati City                                       | 9 november 2018  | 2 december 2018   |
| Londen                        | Adelphi Theatre                                                                | 8 maart 2019     | 4 juli 2020       |
| Buenos Aires                  | Avenida Corrientes                                                             | 17 april 2019    | 16 juni 2019      |
| 2e Amerikaanse nationale tour | nog onbekend                                                                   | nog onbekend     | 14 juni 2020      |
| Sydney                        | Lyric Theatre                                                                  | 2020             | nog onbekend      |

## Muziek

### Musical numbers
2016 Broadway Productie
Acte I
- "What's Inside" – Jenna and Company
- "Opening Up" – Jenna, Becky, Dawn, Cal and Company
- "The Negative" – Becky, Dawn and Jenna
- "What Baking Can Do" – Jenna and Company
- "Club Knocked Up" – Nurse Norma and Female Ensemble
- "Pomatter Pie" – Band †
- "When He Sees Me" – Dawn and Company
- "It Only Takes a Taste" – Dr. Pomatter and Jenna
- "You Will Still Be Mine" – Earl and Jenna
- "A Soft Place to Land" – Jenna, Becky and Dawn
- "Never Ever Getting Rid of Me" – Ogie, Dawn and Company
- "Bad Idea" – Jenna, Dr. Pomatter and Company

Acte II
- "I Didn't Plan It" – Becky
- "Bad Idea" (Reprise) – Jenna, Dr. Pomatter, Becky, Cal, Dawn, Ogie and Company
- "You Matter to Me" – Dr. Pomatter and Jenna
- "I Love You Like a Table" – Ogie, Dawn and Company
- "Take It From an Old Man/Gal" – Joe and Company
- "Dear Baby" – Jenna †
- "She Used to Be Mine" – Jenna
- "Contraction Ballet" – Jenna and Company †
- "What's Inside (Reprise) – Company †*
- "Everything Changes" – Jenna, Becky, Dawn and Company
- "Opening Up" (Finale) – Company

† Niet in originele Broadway Playbill.
* Niet in originele Broadway Cast Recording.

## Rolverdeling
| Rol                | Originele Cast               |
| ------------------ | ---------------------------- |
| Jenna Hunterson    | Jessie Mueller               |
| Dr. Jim Pomatter   | Drew Gehling                 |
| Earl Hunterson     | Nick Cordero                 |
| Becky              | Keala Seatlle                |
| Dawn               | Kimiko Glenn                 |
| Joe/Josie          | Dakin Matthews               |
| Ogie               | Christopher Fitzgerald       |
| Cal                | Eric Anderson                |
| Verpleegster Norma | Charity Angél Dawson         |
| Lulu               | Claire Keane - McKenna Keane |

| Rol                | Originele Cast    |
| ------------------ | ----------------- |
| Jenna Hunterson    | Willemijn Verkaik |
| Dr. Jim Pomatter   | Jonathan Demoor   |
| Earl Hunterson     |                   |
| Becky              | Linda Wagenmakers |
| Dawn               | Lisse Knaapen     |
| Joe/Josie          |                   |
| Ogie               |                   |
| Cal                |                   |
| Verpleegster Norma |                   |
| Lulu               |                   |